# Dolichos brevidentatus
Dolichos brevidentatus là một loài thực vật có hoa trong họ Đậu. Loài này được (R. Wilczek) Mackinder miêu tả khoa học đầu tiên năm 1999.